# オリンピアーダ (小惑星)
オリンピアーダ (1022 Olympiada) は小惑星帯に位置する小惑星。クリミア半島のシメイズ天文台で、ソビエト連邦の天文学者ウラジーミル・アルビツキーによって発見された。
発見者の母親、あるいは近代オリンピックに因んで命名された。